# Варано Борги
Варано Борги (итал. Varano Borghi) је насеље у Италији у округу Варезе, региону Ломбардија.
Према процени из 2011. у насељу је живело 2418 становника. Насеље се налази на надморској висини од 277 м.

## Становништво
| 1931. | 1936. | 1951. | 1961. | 1971. | 1981. | 1991. | 2001. | 2011. |
| ----- | ----- | ----- | ----- | ----- | ----- | ----- | ----- | ----- |
| 1.242 | 1.246 | 1.613 | 2.011 | 2.530 | 2.460 | 2.330 | 2.194 | 1.971 |